# Mudflap
 (février 2025).
Motif : Pas assez de sources dans la page.
- Archive Wikiwix
- Bing
- Cairn
- DuckDuckGo
- E. Universalis
- Gallica
- Google
- G. Books
- G. News
- G. Scholar
- Persée
- Qwant
- (zh) Baidu
- (ru) Yandex
- (wd) trouver des œuvres sur Wikidata

| 1. | Préciser le motif de la pose du bandeau. | Précisez le motif de la pose du bandeau en utilisant la syntaxe suivante : {{admissibilité à vérifier\|date=mai 2025\|motif=remplacez ce texte par le motif}}                |
| 2. | Informer les utilisateurs concernés.     | Pensez à avertir le créateur de l'article, par exemple, en insérant le code ci-dessous sur sa page de discussion : {{subst:avertissement admissibilité à vérifier\|Mudflap}} |

Mudflap est un personnage fictif de la série animée Transformers: Cybertron (2005) et du film Transformers 2 : La Revanche (2009).

## Transformers: Cybertron
Dans la série, Mudflap (qui peut se traduire par « remueur de Boue ») est affilié aux Autobots et aux Decepticons. Doté d'une lame et d'un canon laser, sa forme alternative est celle d'un camion grue.
Il apparaît pour la première fois dans l'épisode La finale. Mudflap est l'apprenti de l'Autobot Landmine. Sa vie bascule quand il rencontre les Decepticons Starscream et Thundercracker qui lui demandent de se rallier à eux, ce qu'il finit par accepter.
Il attaque Scattershot, Cody, Bud et Lori dans l'épisode Révélation sur un glacier. Mudflap fuit quand il voit arriver Landmine. Il accompagne ensuite Mégatron sur la planète de la Jungle pour récupérer la cyber-clef. Il affronta Leobreaker et Snarl. Snarl lui casse son épée laser et Leobreaker le pousse dans les marais. Quand Starscream part en éclaireur sur la terre pour récupérer la cyber-clef avec Sideways, Mudflap reste avec Mégatron sur une météorite. Mudflap et les autres Decepticons sont piégés par Starscream dans une sphère. Ils sont finalement libérés par Scourge. Les Decepticons prennent la direction de la Terre. Mudflap participe à la bataille du Lac.
C'est durant cette bataille que Landmine apprend la vérité sur Mudflap. Plus tard, lors de la bataille sur le volcan des Decepticons, Mudflap aide les Autobots et les Decepticons, il ne sait plus à qui obéir. Il reste sur terre après la bataille pour réfléchir a ses actes.
Landmine le retrouve dans Le départ. Ils réussissent à s'expliquer. Mudflap redevient alors Autobot. Il réapparait dans Fin avec les Autobots de Cybertron pour protéger Primus des Decepticons. Ensuite, dans L'éternel recommencement, il repart sur Cybertron pour arrêter Starscream.

## Transformers 2: La Revanche
Dans le film, Mudflap est armé d'une mitraillette et son mode alternatif est celui d'une Chevrolet trax. Il est le frère jumeau de l'Autobot Skids, il est fréquemment martyrisé[Quoi ?] par son frère. 
Transformers 3 : la face cachée de la lune

Bien qu'ils n'apparaissent pas vraiment dans le film, Skids et Mudflap peuvent être aperçus sous forme véhicule (Chevrolet spark noir et vert pour Skids, noir et orange pour Mudflap) au fond de la base derrière Wheeljack lorsque les Autobots se garent dans le QG du NEST. Mudflap est revue garé à droite à côté de Sideswipe. Ils ne sont plus revus après ça. Dans les comics, ils se font tuer par Sentinel Prime juste après Ironhide. Dans le film, ils sont tués hors de l'écran par Sentinel Prime, probablement voulant protéger Bumblebee, lors de la scène de la trahison. Néanmoins, Optimus vengera leur mort en tuant Sentinel Prime lors de la bataille finale de Chicago.